# Merligen

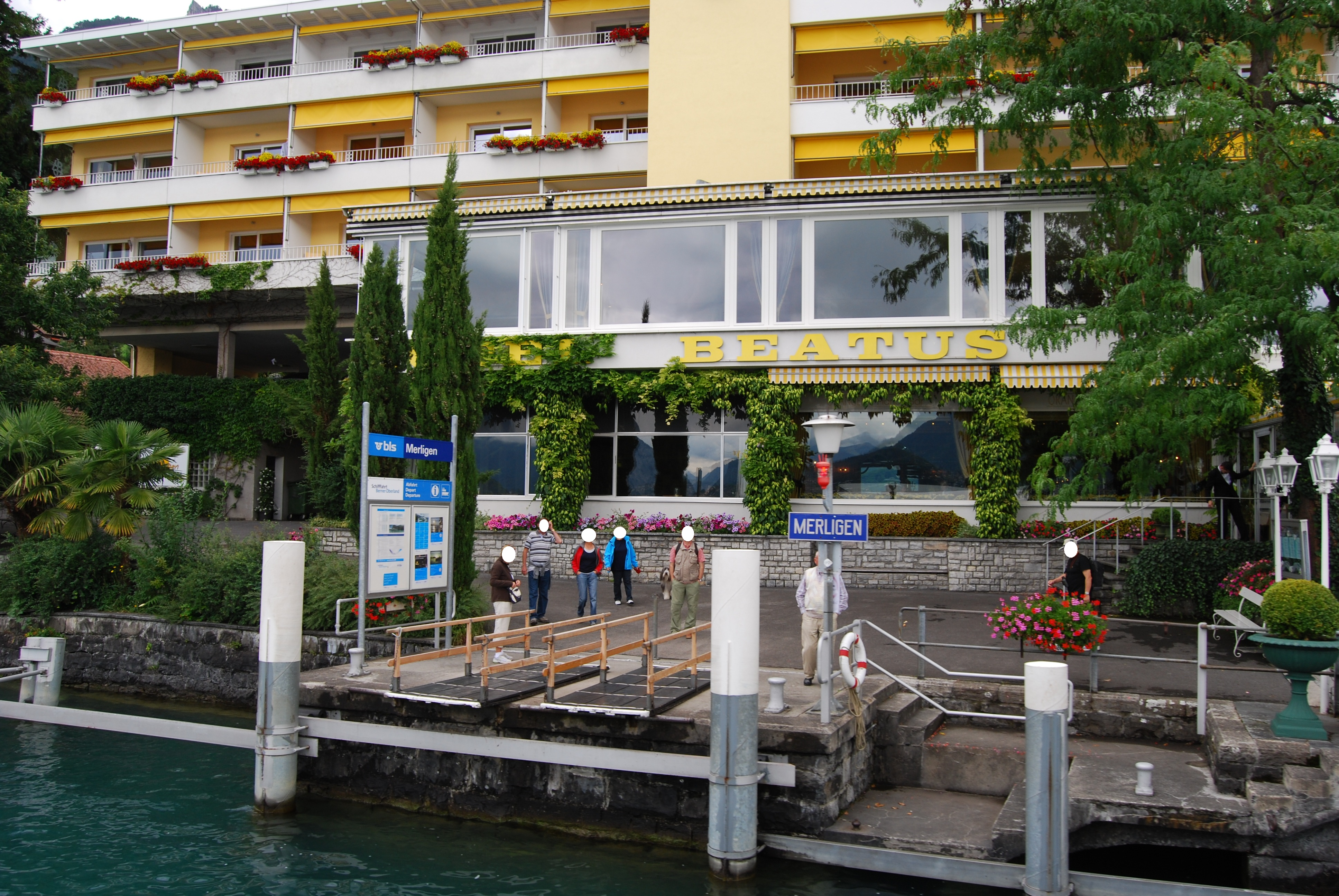
Aanlegsteiger van de BLS AG schepen die de lijndiensten naar Merligen verzorgen

Merligen is een dorp in het Zwitserse kanton Bern dat in 2009 ruwweg 877 inwoners telde. Het dorp in het Berner Oberland valt onder de gemeente Sigriswil en ligt op een hoogte van 568 meter aan de oever van de Thunersee. Het oorspronkelijke dorp ontstond rond een beek die door het Justistal richting het eerdergenoemde meer stroomt en ligt deels tegen de rotswand van de Niederhorn aangebouwd.

## Bezienswaardigheden
Midden in het dorp ligt op een rotspunt de in 1937 gebouwde dorpskerk (daarvoor viel ook de geloofsgemeente onder Sigriswil), die vooral vanwege de mooie ligging een geliefde plek is om te trouwen. Meer in de richting van Thun, in wat het Usserdorf (buitendorp) genoemd wordt, vinden we het Gut Ralligen, een 14e-eeuws kasteel dat tegenwoordig dienstdoet als ontvangstcentrum van een christelijke gemeenschap. Merligen is ook bekend vanwege het panorama dat het biedt op onder andere de berg "Niesen", die vanuit Merligen gezien op een piramide lijkt.